# Montcabrier (Tarn)
Montcabrier (okzitanisch Montcabrièr) ist eine französische Gemeinde mit 315 Einwohnern (Stand 1. Januar 2022) im Département Tarn in der Region Okzitanien (vor 2016 Midi-Pyrénées). Die Gemeinde gehört zum Arrondissement Castres und zum Kanton Lavaur Cocagne (bis 2015 Lavaur). Die Einwohner werden Cabriémontois genannt.

## Geographie
Montcabrier liegt etwa 30 Kilometer östlich von Toulouse und etwa 55 Kilometer westnordwestlich von Castres. Umgeben wird Montcabrier von den Nachbargemeinden Teulat im Norden und Westen, Belcastel im Norden und Nordosten, Bannières im Osten, Saussens im Süden, Bourg-Saint-Bernard im Süden und Südwesten.
Der Flugplatz Toulouse - Bourg-Saint-Bernard liegt mit einem kleinen Teil unterhalb des Girou im Süden der Gemeinde.

## Bevölkerungsentwicklung
| Jahr                      | 1962 | 1968 | 1975 | 1982 | 1990 | 1999 | 2006 | 2013 |
| Einwohner                 | 147  | 140  | 141  | 150  | 159  | 171  | 211  | 261  |
| Quelle: Cassini und INSEE |      |      |      |      |      |      |      |      |

## Sehenswürdigkeiten

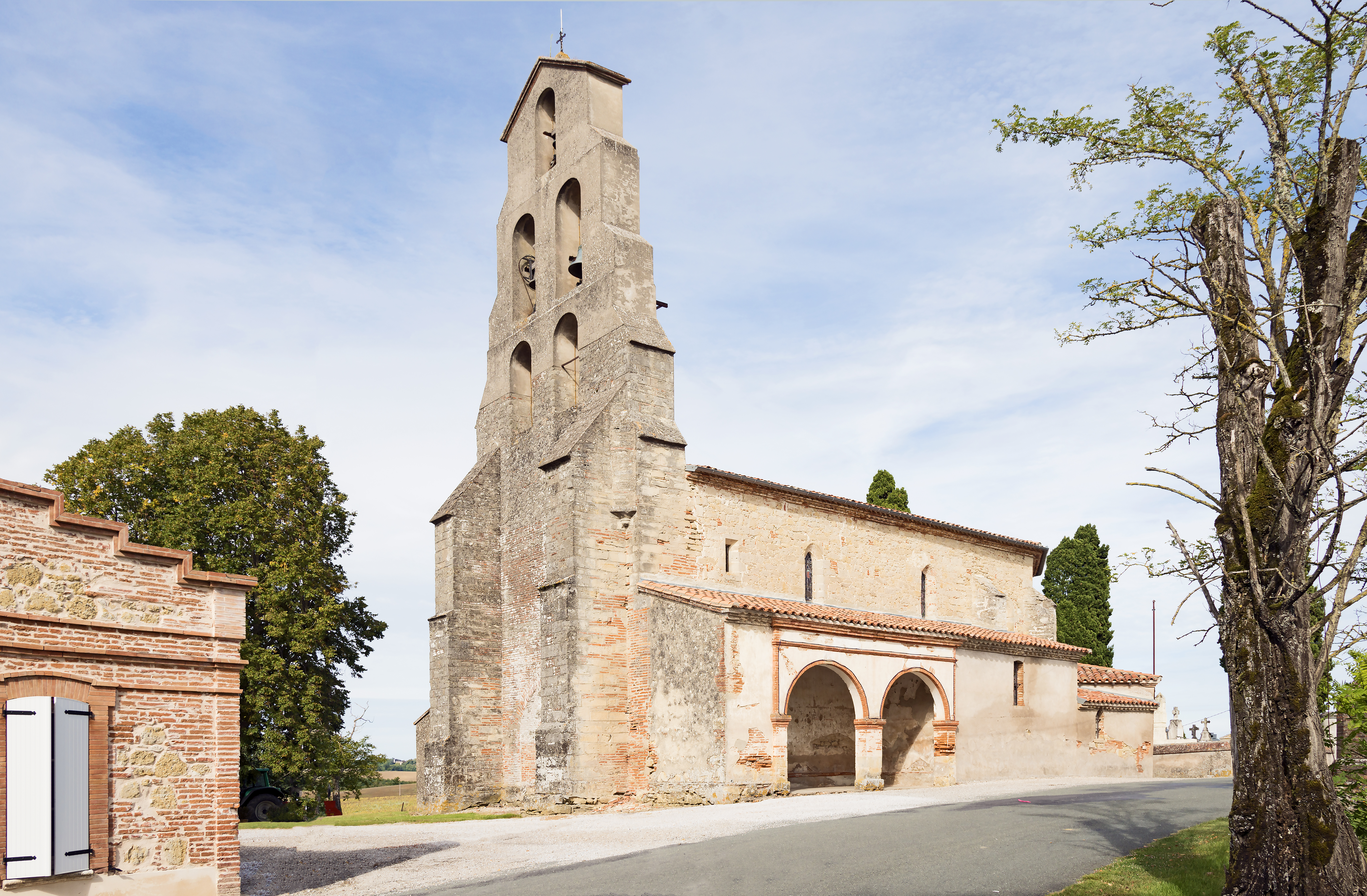
Kirche

- Kirche St-Sernin